# Sicista napaea
Sicista napaea és una espècie de mamífer rosegador miomorf de la família dels dipòdids. Es troba a Rússia i el Kazakhstan.

## Hàbitat
El seu hàbitat natural són les estepes, i els boscos, estepes i praderies de zones de bosc de muntanya, entre els 400 m i els 2.200 m.